# Jekaterina Wladimirowna Djatschenko
| Medaillenspiegel           |     |     |     |
| Olympische Sommerspiele    | 1 × | 0 × | 0 × |
| Fechtweltmeisterschaften   | 3 × | 2 × | 2 × |
| Fechteuropameisterschaften | 6 × | 4 × | 1 × |

Jekaterina Wladimirowna Djatschenko (russisch Екатерина Владимировна Дьяченко; * 31. August 1987 in Leningrad, Sowjetunion) ist eine russische Säbelfechterin und Olympiasiegerin.

## Erfolge
Bei den Olympischen Spielen 2008 in Peking belegte die 1,68 m große Djatschenko zusammen mit Sofja Welikaja, Jelena Netschajewa, und Jekaterina Fedorkina den 5. Platz mit der russischen Säbel-Mannschaft. Im Säbel-Einzelwettbewerb belegte die damals 20-Jährige den 9. Platz. Bei den Olympischen Spielen 2016 in Rio de Janeiro gewann Djatschenko zusammen mit Sofja Welikaja, Julija Gawrilowa und Jana Jegorjan die Goldmedaille mit der russischen Säbel-Mannschaft. Im Säbel-Einzelwettbewerb schied sie im Viertelfinale gegen ihre Landsfrau Jana Jegorjan aus und belegte damit den 5. Platz. 
Bei den Weltmeisterschaften 2011, 2012 und 2015 gewann sie jeweils die Goldmedaille mit der russischen Säbel-Mannschaft.
Bei den Europameisterschaften 2006, 2012, 2014, 2015 und 2016 gewann Djatschenko jeweils die Goldmedaille mit der russischen Säbel-Mannschaft.
2011 gewann Djatschenko die russischen Meisterschaften im Einzel und 2013 und 2015 mit der Mannschaft. Ihr Bruder Alexei Djatschenko war ebenfalls olympischer Säbelfechter.

## Auszeichnungen
- 2012:  Verdienter Meister des Sports Russlands[1]
- 2016:  Orden der Freundschaft[1][2]